# Jean-Noël Guérini
Pour les personnes ayant le même patronyme, voir Guérini.
Jean-Noël Guérini, né le 1er janvier 1951 à Calenzana (Haute-Corse), est un homme politique français.
Il milite au sein de la Section française de l'Internationale ouvrière (SFIO) à partir de 1967, puis rejoint le Parti socialiste (PS) en 1969.
Ancien maire du 2e secteur de Marseille et président du conseil général des Bouches-du-Rhône, il se présente sans succès aux élections municipales de 2008 à Marseille face à Jean-Claude Gaudin.
Figure locale du PS, il quitte le parti en raison de l'affaire Guérini, commencée en 2009. Il lance son propre mouvement, La Force du 13 (LFD13). Jugé en 2021 dans l'affaire dite « Guérini », il est condamné à 18 mois de prison ferme pour prise illégale d'intérêts, trafic d'influence et association de malfaiteurs ; il est définitivement condamné par la cour d'appel d'Aix-en-Provence en mars 2022, jugement maintenu par la cour de cassation en mars 2024, perdant ainsi son dernier mandat de sénateur après sa démission forcée le 20 mars 2024.

## Origines
Officiellement né le 1er janvier 1951, il serait en réalité né le 25 décembre 1950.
Bien qu'originaire du même village que les gangsters français Antoine et Barthélémy Guérini, et bien que son père se prénomme Antoine, Jean-Noël Guérini s'est toujours défendu d'être de leur famille, arguant que ce patronyme est très répandu à Calenzana. Arrivé à l'âge de cinq ans à Marseille, il passe son enfance dans le quartier du Panier, le centre historique de la cité phocéenne. Il est le frère aîné d'Alexandre Guérini.

## Carrière politique
Il adhère la Section française de l'Internationale ouvrière (SFIO) à partir de 1967, puis rejoint le Parti socialiste (PS) en 1969. Il est par la suite membre du bureau national du parti.
En 1977, il est élu conseiller municipal de Marseille, sur la liste de Gaston Defferre.
À partir de 1982, il est élu conseiller général dans le canton de Marseille-Les Grands-Carmes, dont fait partie le quartier du Panier. Il succède à ce poste à son oncle Jean-François Guérini, élu depuis 1951 et proche de Gaston Defferre, président de l'Office communal des HLM.
De 1990 à 1993, Jean-Noël Guérini est également salarié de la Compagnie Générale des Eaux (aujourd’hui Veolia), attaché de direction d’une filiale de la Sarp, division spécialisée dans le traitement des déchets toxiques.
Candidat aux élections législatives de 1997 dans la 3e circonscription des Bouches-du-Rhône, il obtient au premier tour 24,1 % des voix, devancé par le Front national et le député RPR sortant Jean Roatta. Il est battu de justesse au second tour à l’issue d'une triangulaire avec l’UDF et le FN.
Le 22 juillet 1998, il est élu président du conseil général des Bouches-du-Rhône. Il sera réélu à ce poste après les élections cantonales françaises de 2004. En septembre 1998, il est élu sénateur des Bouches-du-Rhône.
Tête de liste de l’union de la gauche sur l'ensemble de la ville de Marseille lors des élections municipales de 2008, il se présente contre le premier adjoint Renaud Muselier dans son fief des 4e et 5e arrondissements (3e secteur). Au premier tour, sur l'ensemble de la ville, ses listes talonnent les listes du maire sortant, Jean-Claude Gaudin. Le lendemain, Jean-Noël Guérini fait alliance avec Jean-Luc Bennahmias, chef de file du Mouvement démocrate marseillais (5,54 % au premier tour). À l’issue du second tour, Jean-Noël Guérini est défait par Renaud Muselier dans le 3e secteur, où il obtient 48,57 % des voix, et par Jean-Claude Gaudin sur l'ensemble de la ville : ses listes recueillent 47,75 % des votes et 49 sièges au conseil municipal, contre 50,42 % et 51 sièges aux listes de Jean-Claude Gaudin.
Réélu dans son canton des Grands carmes, au premier tour, il est reconduit à la présidence du conseil général des Bouches-du-Rhône le 20 mars 2008. Un mois plus tard, Eugène Caselli, politiquement proche de Jean-Noël Guérini, et sur proposition de ce dernier, se présente comme candidat à la présidence de la communauté urbaine Marseille Provence Métropole. Déjouant les pronostics, il remporte la victoire avec deux voix d’avance sur son adversaire, Renaud Muselier.
Le 24 juin 2008, en vue du congrès de Reims, Jean-Noël Guérini, Gérard Collomb et Manuel Valls, présentent leur contribution, « La ligne claire ». Cette initiative vise à l’émergence d’un parti réformiste. Le 19 septembre 2008, Ségolène Royal et les représentants de « La ligne claire », constatant la proximité et la convergence de leurs textes respectifs, parviennent à un accord afin de rédiger une motion commune (la motion E). Selon Le Canard enchaîné, Jean-Noël Guérini quitte « La ligne claire » en juin 2009.
Le 21 septembre 2008, Jean-Noël Guérini est réélu sénateur à la tête d'une liste qui remporte cinq des huit sièges à pourvoir dans les Bouches-du-Rhône. Après ce renouvellement, il devient secrétaire du Sénat. Il fait partie des sénateurs les moins présents à l'hémicycle ou en commission.
En janvier 2014, quatre ans après le début des affaires judiciaires le concernant, le Parti socialiste lance une procédure pour son exclusion du parti. Le 7 avril 2014, il annonce qu'il quitte le parti, anticipant cette exclusion.
Après l'échec de la gauche aux élections municipales de 2014 à Marseille, il annonce la création d'une association politique, La Force du 13, qui devient ensuite un parti politique. En septembre 2014, après une campagne basée sur l'opposition à la création de la métropole d'Aix-Marseille, il est réélu sénateur, aux côtés de deux sénateurs La Force du 13. Cette victoire se fait au détriment des listes PS, qui n'obtiennent qu'un seul sénateur. Il devient vice-président de la commission des Affaires étrangères du Sénat le 5 octobre 2017.
En mars 2015, La Force 13 est battue aux élections départementales dans les Bouches-du-Rhône. Jean-Noël Guérini ne brigue donc pas un nouveau mandat à la tête du département. Il est toutefois élu conseiller départemental en binôme avec Lisette Narducci, maire du deuxième secteur, dans le canton de Marseille-2, qui inclut les quartiers du Panier et de la Belle-de-Mai.
Il est réélu sénateur lors des élections sénatoriales de 2020 dans les Bouches-du-Rhône, mais sa liste n’obtient qu'un seul siège, contre trois en 2014. Il démissionne de son siège de sénateur en mars 2024 après avoir été définitivement condamné à 5 ans inéligibilité.

## Affaires judiciaires
Mis en cause avec plusieurs hommes d'affaires, parmi lesquels son frère Alexandre et Michel Ducros, PDG de Fauchon et de Monaco Marine, dans l'affaire politico-financière dite « affaire Guérini », Jean-Noël Guérini est contraint de quitter ses fonctions de président de la fédération socialiste des Bouches-du-Rhône le 21 juillet 2011. Il est mis en examen pour « prise illégale d'intérêts », « trafic d'influence » et « association de malfaiteurs » le 8 septembre suivant. Il annonce alors qu'il se met en congé du PS et qu'il « délègue temporairement » ses fonctions de président du conseil général des Bouches-du-Rhône. Le premier secrétaire délégué du PS, Harlem Désir, déclare que « cette mise en examen doit marquer la fin du système Guérini » dans les Bouches-du-Rhône et réclame sa démission. Le 15 mars 2012, le Sénat lève son immunité parlementaire.
Le 5 mars 2013, il est mis en examen dans une autre affaire (détournement de fonds publics et licenciement abusif), pour laquelle son immunité parlementaire avait été une nouvelle fois levée le 12 décembre 2012. Il est mis en examen pour la troisième fois le 3 juin 2013, notamment pour corruption passive, participation à une association de malfaiteurs et atteinte à la liberté d'accès ou à l'égalité des candidats dans les marchés publics, dans un volet de l'affaire des marchés présumés frauduleux,.
En octobre 2014, dans l'affaire du licenciement de Jean-David Ciot, le parquet requiert six mois de prison avec sursis et un an d'inéligibilité.
En décembre 2014, la chambre économique et financière du tribunal correctionnel de Marseille, qui le jugeait pour détournement de fonds publics l'a relaxé, estimant que « les faits n'étaient pas caractérisés »[réf. nécessaire].
Le 13 janvier 2016, la cour d'appel d'Aix-en-Provence le relaxe, avec le député PS Jean-David Ciot, au sujet de l'affaire de détournement de fonds publics et recel de ce détournement.
Il est cité dans l'affaire des Panama Papers.
En mars 2021, à l'issue du procès, le procureur requiert contre lui une peine de quatre ans de prison dont deux avec sursis, une interdiction des droits civils et civiques pendant cinq ans, ainsi qu'une amende de 70 000 euros. Le 28 mai 2021, Jean-Noël Guérini est condamné par le tribunal correctionnel de Marseille à trois ans de prison dont 18 mois ferme (il effectuera la moitié de sa peine avec un bracelet électronique à domicile), 30 000 euros d’amende et cinq ans de privation des droits civiques et civils avec effet immédiat (il perdra ainsi ses mandats de sénateur et conseiller départemental, sauf recours devant la cour d’appel). Son frère Alexandre Guérini écope de six ans de prison ferme avec mandat de dépôt différé. Huit autres prévenus sont condamnés et un relaxé,. Jean-Noël Guérini fait appel,, ce qui lui permet de conserver son mandat de sénateur.
Le 30 mars 2022, la cour d'appel d'Aix-en-Provence condamne Jean-Noël Guérini, à trois ans de prison dont 18 mois avec sursis et cinq ans d'inéligibilité pour le trucage de marchés publics,. Ses avocats annoncent un pourvoi en cassation, qui a un effet suspensif sur l'exécution du jugement d'appel, et permet ainsi à Jean-Noël Guérini de continuer à siéger au Sénat.
Le 13 mars 2024, la Cour de cassation confirme la condamnation de Jean-Noël Guérini à trois ans de prison dont 18 mois avec sursis et cinq ans d'inéligibilité pour le trucage de marchés publics et rejette son pourvoi dans sa quasi-totalité. L'ancien homme fort du Parti socialiste dans les Bouches-du-Rhône est définitivement condamné et démissionne de son dernier mandat de sénateur le 20 mars 2024,.
Par arrêté du 14 juin 2024 publié au Journal officiel du 19 juin suivant, son exclusion définitive de l'ordre de la Légion d'Honneur est constatée, avec effet au 30 mars 2022.

## Détail des mandats et fonctions

### Anciens mandats
- Au Sénat : 
  - Sénateur pour les Bouches-du-Rhône de 1998 à mars 2024 (membre du groupe socialiste de 1998 à 2014, de la RASNAG de 2014 à 2015 et du RDSE de 2015 à 2024)
    - Vice-président de la commission des Affaires étrangères du Sénat de 2017 à 2024

- au Conseil régional de Provence-Alpes-Côte d'Azur : 
  - Conseiller régional de 1992 à 1998
    - Vice-président de … à …

- Au Conseil général des Bouches-du-Rhône : 
  - Conseiller général pour le canton de Marseille-Les Grands-Carmes de 1982 à 2015
    - Président de 1998 à 2015
- Au Conseil départemental des Bouches-du-Rhône : 
  - Conseiller départemental pour le canton de Marseille-2 de 2015 à 2021

- à la communauté urbaine Marseille Provence Métropole :
  - Conseiller de … à …

- à la mairie de Marseille :
  - Conseiller municipal de 1977 à 2009 (démissionne pour cause de cumul des mandats)
  - Maire du deuxième secteur de Marseille de 1983 à 1989 et de 1995 à 2001 (cède sa place à sa colistière Lisette Narducci)